# Villa Visconti Borromeo Arese Litta
La Villa Visconti Borromeo Arese Litta, conosciuta semplicemente come Villa Litta di Lainate, è una villa storica, risalente al XVI secolo, situata nel comune di Lainate, nota in particolar modo per il suo ninfeo.

## Storia

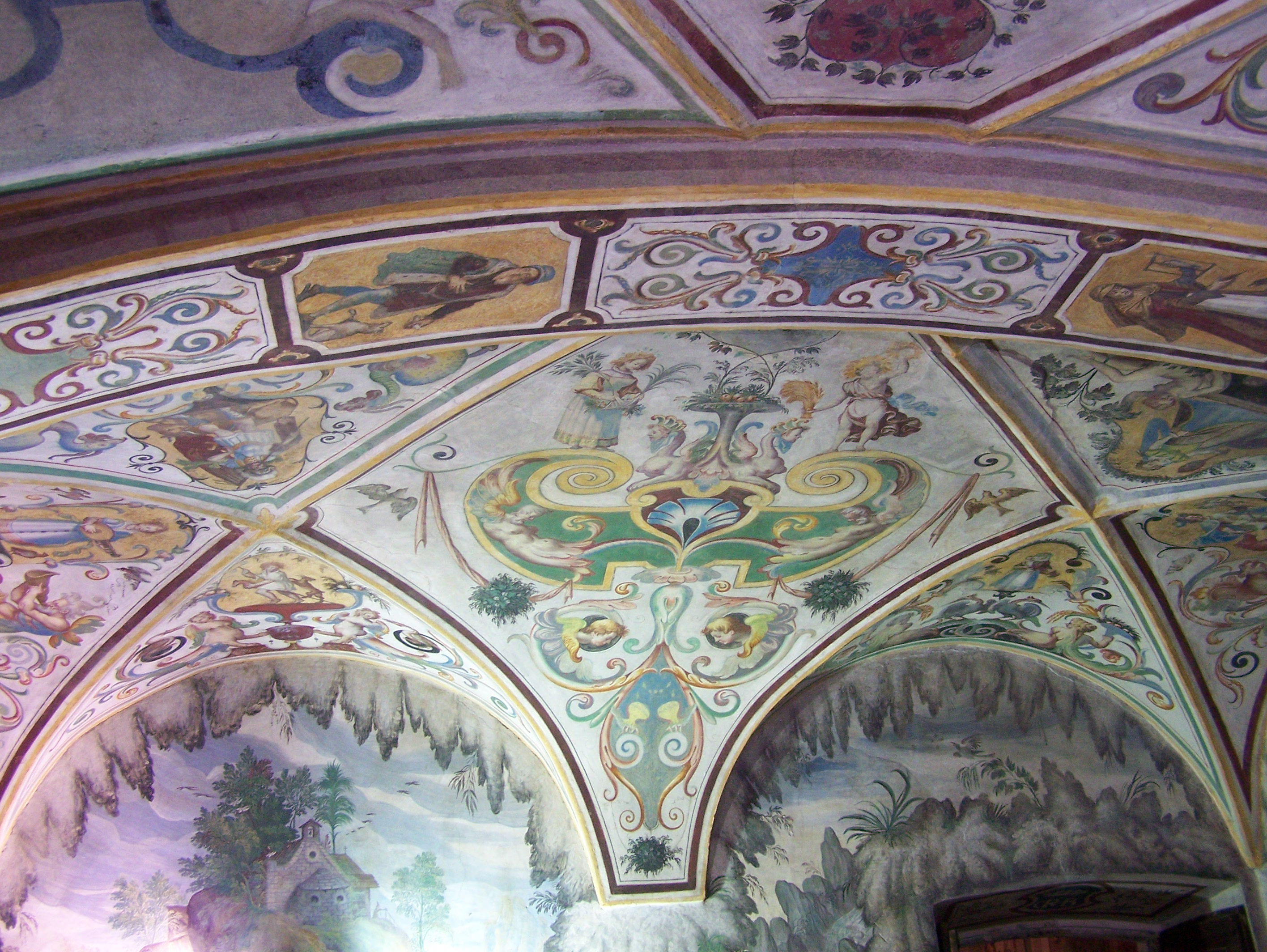
Affreschi cinquecenteschi nella volta sotto lo scalone d'onore nell'ala antica del complesso di Lainate

L'intero complesso di Villa Litta fu  ideato intorno al 1585 da Pirro I Visconti Borromeo il quale, ispirandosi alle ville della Toscana medicea, trasformò in luogo di delizie un possedimento lainatese con cascinale della seconda metà del Trecento, sino ad allora impiegato per attività di produzione agricola che già era parte dei possedimenti di suo padre Fabio I.
Per il suo scopo Pirro I, mecenate milanese dotato di vasta cultura e di molteplici interessi, si avvalse della collaborazione dei migliori artisti di area lombarda, tra i quali l'architetto Martino Bassi, gli scultori Francesco Brambilla il Giovane e Marco Antonio Prestinari, i pittori Camillo Procaccini e Pier Francesco Mazzucchelli detto il Morazzone, Giovanni Battista Volpino e Agostino Lodola.
Oltre ai lavori di sistemazione architettonica del palazzo, Pirro impostò il giardino lungo l'asse di penetrazione da sud verso nord, interrotto ortogonalmente dall'edificio del ninfeo e culminante a settentrione in un'esedra.
Il ninfeo o "edificio di frescura", suggestivo complesso architettonico costituito da una successione di ambienti decorati a mosaico e con grotte artificiali, destinato ad accogliere la cospicua collezione museale del conte, è considerato uno degli esempi più importanti in Italia Settentrionale per la ricchezza delle decorazioni e la varietà dei giochi d'acqua: il sofisticato impianto di questi ultimi, azionato dalla meccanica di un pozzo, è ancora oggi messo in funzione nelle serate d'estate. 

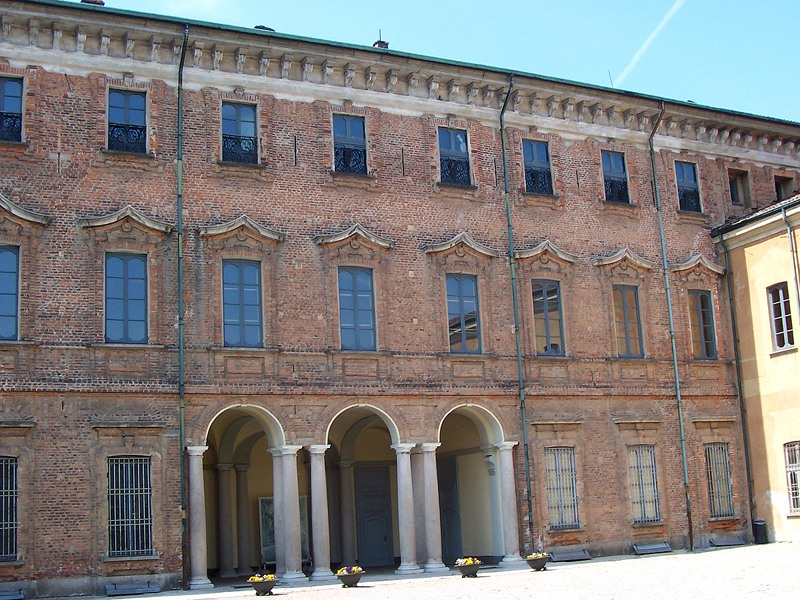
Il "Palazzo Occidentale" fatto costruire ad inizio Settecento da Giulio Visconti Borromeo Arese

Gualdo Priorato - che, nel contesto della visita a Milano di Margherita d'Austria-Stiria, ne era stato ospite -  diede la "magnificazione del palazzo Borromeo di Lainate (...) celebrando le bellezze del «sontuoso e a maraviglia vago»
edificio, rallegrato da «giardini, fontane, giuochi d’acque e altre delitie non
inferiori a qualsisia altro luogo d’Italia, tanto più osservabili quanto che, in
un paese privo d’acque naturali, con mirabil artificio se ne cavano tante da
un pozzo profondo che servono a rendere il casamento istesso tutto dentro
fontane».
Negli anni immediatamente successivi al Catasto Teresiano del 1721, Giulio Visconti Borromeo Arese, ultimo erede della famiglia, costruì il Palazzo Occidentale, conosciuto anche come "Quarto Nuovo". Intorno alla metà dello stesso secolo la Villa passò in eredità al genero quest'ultimo, il marchese Antonio Litta, il quale si dedicò con fervore al rinnovamento del giardino secondo i canoni estetici tardo settecenteschi in auge nelle residenze di villeggiatura delle nobili casate milanesi, inaugurando così un ulteriore periodo di splendore dell'intero complesso. Egli vi attuò lavori di sistemazione scenografica, moltiplicandone gli effetti prospettici, creando quinte e fondali, costruendo ex novo la facciata del Ninfeo; si avvalse dell'opera di vari scultori quali Donato Carabelli, Pietro Santostefano e dell'architetto e pittore Francesco Levati.
All'inizio dell'Ottocento vi lavorò l'architetto Luigi Canonica, insieme al botanico Linneo Tagliabue, che sistemò all'inglese (in linea con quanto aveva fatto alla Villa Reale di Monza e alla Villa Melzi d'Eril di Bellagio) il giardino sulla parte occidentale della proprietà e l'agrumeto, rifinì parte della villa e riedificò la Cascina Camilla (poi abbattuta per far luogo allo stabilimento Ramazzotti).
Nel 1852 la Villa divenne protagonista di un ciclo pittorico ad opera di Carlo Bossoli, le quattro opere sono conservate presso il Museo di arte moderna e contemporanea di Varese. La villa continuò a prosperare fino al 1870, quando il declino della famiglia Litta, parte attiva nei moti per l'Unità d'Italia, condusse, nel 1870, alla confisca della Villa ad opera del demanio statale.
Divenuta nel 1872 proprietà del barone Ignazio Weill Weiss, la dimora passò nel 1916 al suo contabile Erminio Riboni e nel 1932 alla famiglia Toselli, che vi introdusse la coltivazione su larga scala delle orchidee.
La seconda guerra mondiale segnò il decadimento della villa che si protrasse sino al 1970 quando venne acquistata infine dal Comune di Lainate, grazie al quale, in collaborazione con la Soprintendenza ai Beni Ambientali e Architettonici di Milano e con il concorso di interventi pubblici e privati, questo prezioso monumento ha oggi ripreso a vivere con lo splendore di una volta.
Dalle sue origini e sino al XIX secolo, la villa ospitò una serie di personaggi di rilievo: vi compirono studi l'architetto Vincenzo Scamozzi ed il pittore francese Simon Vouet (1621), mentre furono ospiti dei Litta lo scrittore Galeazzo Gualdo Priorato, il musicista Johann Christian Bach (figlio a sua volta del celebre musicista Johann Sebastian), lo scrittore Stendhal, il poeta Ugo Foscolo, lo storico Cesare Cantù e Vittorio Emanuele II di Savoia dopo la Battaglia di Magenta del 1859 mentre si dirigeva con le sue armate verso Milano.

## Descrizione
La villa e i giardini di Lainate sono impostati lungo un asse principale simmetrico da sud verso nord che si sviluppa per una lunghezza di 300 metri. Ai suoi lati, pur con qualche sfasatura e slittamento dovuto alla posizione della preesistente dimora, sono stati distribuiti spazi edilizi e ornamentali. L'asse ha inizio con il corpo di fabbrica prospettante l'attuale piazza Vittorio Emanuele II. 
Superato il massiccio portone d'ingresso, si ha accesso al Cortile d'Onore, circondato per quattro lati da fabbricati di diverse altezze. Sul lato sinistro si staglia l'imponente edificio in mattoni a vista fatto iniziare dal duca Giulio Pompeo Visconti Arese nel terzo decennio del XVIII secolo. Dei restanti tre corpi, disposti con andamento inclinato rispetto al cortile, quello settentrionale corrisponde alla parte più antica della villa.

### Il palazzo cinquecentesco (Riposteria)

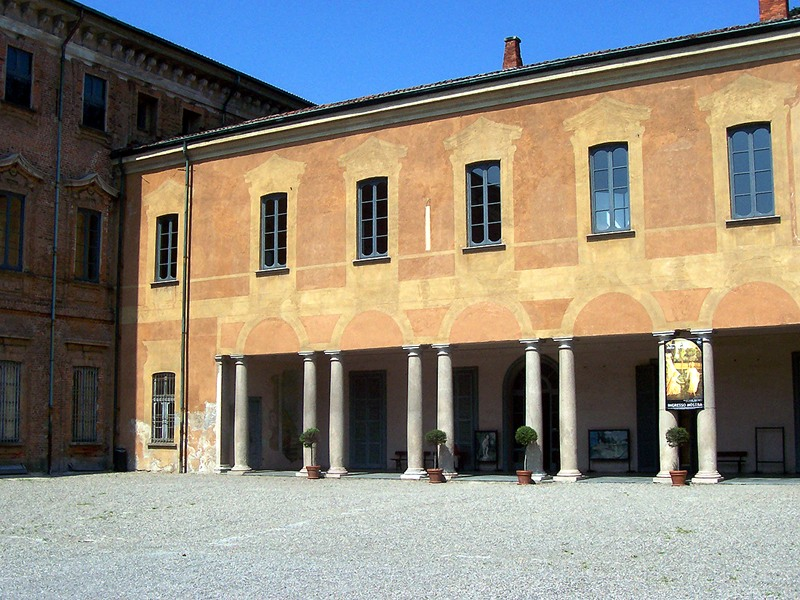
La Riposteria, la parte cinquecentesca del palazzo

L'edificio più antico del complesso di villa Litta è rappresentato da un edificio risalente al Cinquecento. Di forma rettangolare, esso venne presumibilmente ridotto nel lato di ponente per far spazio al palazzo settecentesco, ma il suo elemento caratteristico significativo rimane un portico architravato con colonne binate di granito con capitelli.
Parte di questo edificio probabilmente esisteva già verso la metà del Quattrocento come hanno dimostrato le tracce di decorazioni a motivi geometrici dipinti sulle travi lignee dei soffitti a cassettoni scoperti sotto gli affreschi, realizzati su un supporto di cannette che formavano le volte. Questi affreschi, distaccati dalla superficie originaria nel 1972, sono stati in seguito ricollocati. 
Alle sale al piano terreno si accede attraverso un atrio con una caratteristica pianta circolare iscritta in un quadrato con nicchie agli angoli e coperta con una cupola affrescata con una finta disposizione architettonica con colonne rosse e la figura di Mercurio nella volta. L'asse simmetrico che attraversa l'atrio, inclinato rispetto al portale d'ingresso e al giardino, è particolarmente importante per datare le parti più antiche del giardino.
A sinistra dell'atrio si trova la Sala di Enea che presenta le pareti ed il soffitto affrescati con scene mitologiche tra cui la fuga di Enea da Troia. 
A destra si trova invece la Sala della Caccia con un soffitto affrescato con scene di caccia che ricordano la vocazione originaria della villa di campagna, alternate allo stemma della famiglia Visconti  eaccompagnate al centro da un cartiglio benaugurante.
La sala attigua a questa presenta degli affreschi alle pareti, mentre il soffitto originale presentava delle travi dipinte che oggi sono andate perdute nel corso delle modifiche nei secoli al palazzo.
La Sala del Fuoco, di ridotte dimensioni, presenta alle pareti e sul soffitto delle decorazioni a grottesca tipiche del Cinquecento, accompagnate dalla presenza di un grande camino a cappa sulla quale è dipinto un fuoco ardente. Da questa sala, attraverso un sottoscalone, si accede alla scala principale in pietra grigia che presenta sul pianerottolo un affresco con il motto latino Humilitas che già fu di San Carlo Borromeo, a ribadire la proprietà del complesso ai Borromeo.

### Il palazzo settecentesco
Sulla sinistra del Cortile d'Onore, si trova l'imponente massa del palazzo in mattoni a vista fatto costruire da Giulio Borromeo Visconti Arese per la crescente necessità di rappresentanza della famiglia.
La muratura piuttosto compatta si presenta nel caratteristico colore rosso bruno con interruzioni dovute ai timpani delle finestre realizzati in pietra grigia per contrasto e ai modiglioni del cornicione dell'ultimo piano.
Il palazzo presenta verso il cortile un portico a tre arcate sostenute da due gruppi di tre pilastri disposti a triangolo, così da apparire binate e simili a quelle del portico cinquecentesco dell'edificio attiguo. La facciata principale dell'edificio è tuttavia prospiciente la parte del giardino destinata a teatro naturale ed è movimentata dalle sporgenze dei corpi laterali, dal balcone al primo piano, dalle numerose finestre e porte-finestre del piano terreno.
L'edificio poggia su larghi muri di base che determinano il perimetro della costruzione e formano un'ampia cantina a due arcate al livello sottostante.
Il piano terreno si compone di undici stanze divise come segue:
- Sala delle Virtù. essa è contraddistinta da un grande camino in pietra con parafuoco datato al 1722 ed accompagnato da simboli araldici. Nei riquadri alle pareti si leggono le scritte VIRTU', ONORE, LODE, AMORE, GLORIA. In questa sala sono motivo di attenzione un lampadario originale in legno intarsiato, un drago alato in gesso un tempo collocato nel Ninfeo e tre busti di stucco raffiguranti Omero, Petrarca e Dante.
- Sala del Sole, contraddistinta sul soffitto da un sole raggiante con lo stemma dei Visconti. La parete destra della sala è decorata da un caratteristico camino di marmo rosa.
- Sala da Pranzo presenta un pavimento a mosaico in stile seminato veneziano, una finta cupola affrescata sul soffitto, pareti e porte dipinte con motivi ornamentali, il tutto decorato da Giuseppe Levati, pittore prospettico della Reale Accademia delle Belle Arti. L'arredo in questa stanza è andato in gran parte perduto, ma rimane al suo posto una grande stufa di ceramica e delle specchiere di stile veneziano settecentesche.
- Sala del Biliardo, prende il proprio nome dal grande tavolo da biliardo posto al centro della stanza. Il camino, in marmo grigio, fa da contrasto col soffitto riccamente affrescato con scene campestri e figurine con costumi di stile spagnolo, oltre ad un pavimento in seminato veneziano.
- Sala dei Baci è una delle sale più curiose dell'ala settecentesca della villa. Deve il proprio nome al fatto che sul soffitto, all'interno di appositi medaglioni, sono affrescate scene di caste effusioni tra diversi personaggi. In passato veniva indicata anche come Sala Verde dal caratteristico colore della tappezzeria alle pareti. La sala collega sia con il giardino che con il piano superiore.
- Sala delle Assi è una stanza rettangolare con un'ampia apertura di finestre verso il giardino. Le pareti presentano dei motivi decorativi ad affresco di tavole di legno che ricordano un'analoga decorazione presente all'interno del Castello Sforzesco di Milano, realizzata da Leonardo da Vinci. Al centro del soffitto si trova un grandioso affresco che riproduce curiosamente una tovaglia ricamata di pizzo.

Al piano superiore è posta la Sala da Ballo che occupa due piani in altezza (9 metri, inglobando anche parte del mezzanino destinato alla servitù) e si presenta di dimensioni colossali (7 x 24 metri). Di chiara impostazione settecentesca, presenta delle tribune per musici in forma di balconate superiori, sorrette da telamoni ed ornate con stucchi e medaglioni su cui compaiono volti presumibilmente riconducibili ai committenti: in un contesto di stile chiaramente barocco, queste decorazioni sembrano già preannunciare il neoclassico ormai imminente.

## I giardini

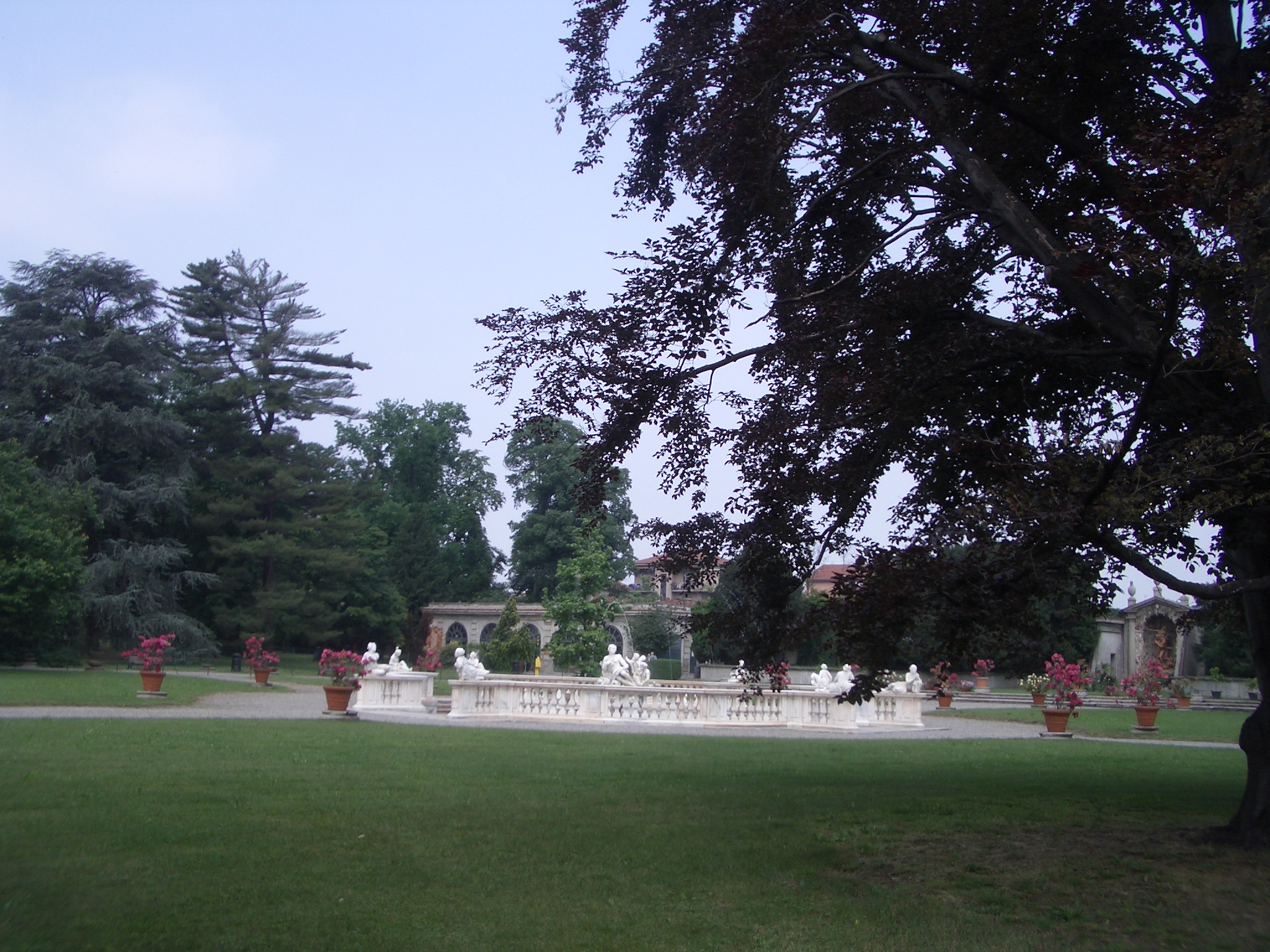
Il parco di Villa Litta

Il parco di Villa Litta che si estende dietro gli edifici per tre ettari, era probabilmente sin dalle origini del complesso suddiviso per ricavarne orti, giardini ed agrumeti. Esso si sviluppa su due assi principali (sud-nord, est-ovest) progettati all'epoca di Pirro I e poi mutati nel corso del XVIII secolo con l'introduzione del carpino di cui oggi nel parco esistono circa 400 esemplari per una lunghezza totale di 643 metri.
Secondo il gusto di Pirro I, venne creato già nel Cinquecento un "teatro di verzura", un teatro naturale realizzato con tassi a piramide tronca e destinato a rappresentazioni musicali e teatrali.
Il parco subì altri mutamenti all'inizio del XIX secolo con l'intervento dell'architetto Luigi Canonica che apporterà alcuni dislivelli al terreno nell'intento di crearvi un parco all'inglese. Ai lati del gruppo scultoreo del Ratto di Proserpina, vennero collocate due serre per conservare le piante durante il periodo invernale che, a detta del botanico Linneo Tagliabue nel 1840, ospitavano anche piante esotiche come ananas, banani, caffè, tamarindi, palme, orchidee, ibisco e gardenie. Accanto a queste si trovano ancora oggi due serre in ferro e vetro di stile liberty realizzate all'inizio del Novecento e restaurate nel 2015. Nel 1850-55 venne anche piantato un Ginkgo biloba oltre ad alcuni esemplari di Cedro dell'Atlante, Magnolia grandiflora, querce e bagolari.
Nel 2016 il parco di Villa Litta è stato premiato tra i più bei parchi pubblici d'Italia.

## Il Ninfeo

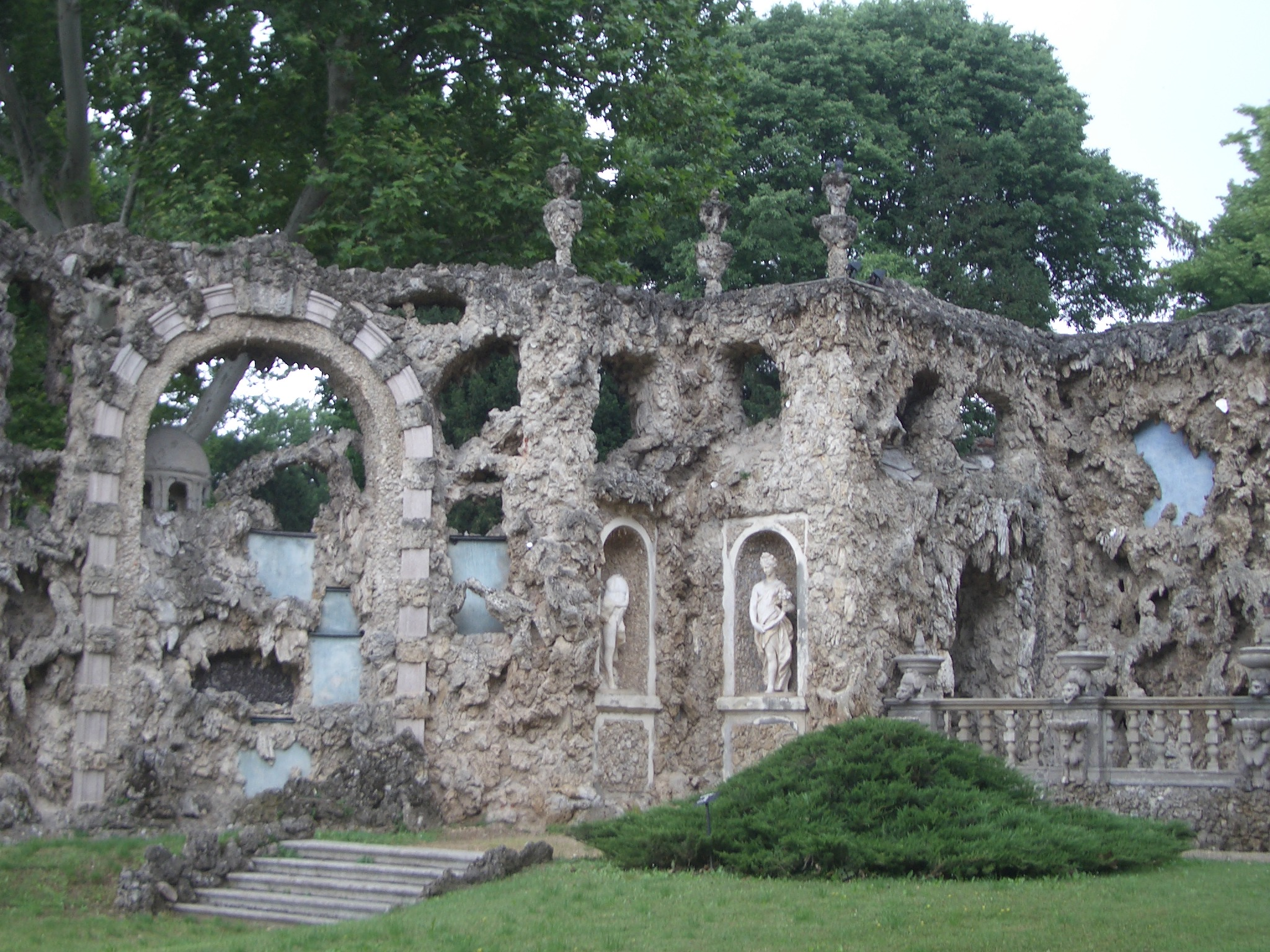
Fronte del Ninfeo con statue e rivestimenti in travertino

Il monumentale ninfeo, che si erge poco lontano dal palazzo, costituisce uno dei luoghi di delizie più sorprendenti e raffinati della cultura rinascimentale in Lombardia. Fu celebrato nel tempo da molti visitatori illustri (citiamo per tutti Stendhal).
Vissuto in contatto con i Medici, i Gonzaga e molte delle altre maggiori famiglie nobiliari, Pirro I Visconti Borromeo, seguendo la moda del tempo, non volle esser da meno nel costruire un edificio destinato al piacere e allo svago, capace di celebrare il rango sociale da lui raggiunto.
Progettato dall'architetto Martino Bassi e realizzato tra il 1585 e il 1589, questo "edificio di frescura" rispecchia – nell'ideale sintesi tra natura e cultura – i raffinati gusti estetici di Pirro: un edificio pensato per suscitare meraviglia, ornato di statue, mosaici, grottesche e di altre opere che rimandano alla classicità romana, ricco di fontane e di invenzioni di ingegneria idraulica capaci di stupire e divertire gli ospiti, popolato da sale decorate con affreschi e mosaici, idonee ad ospitare suggestivamente le proprie raffinate collezioni.

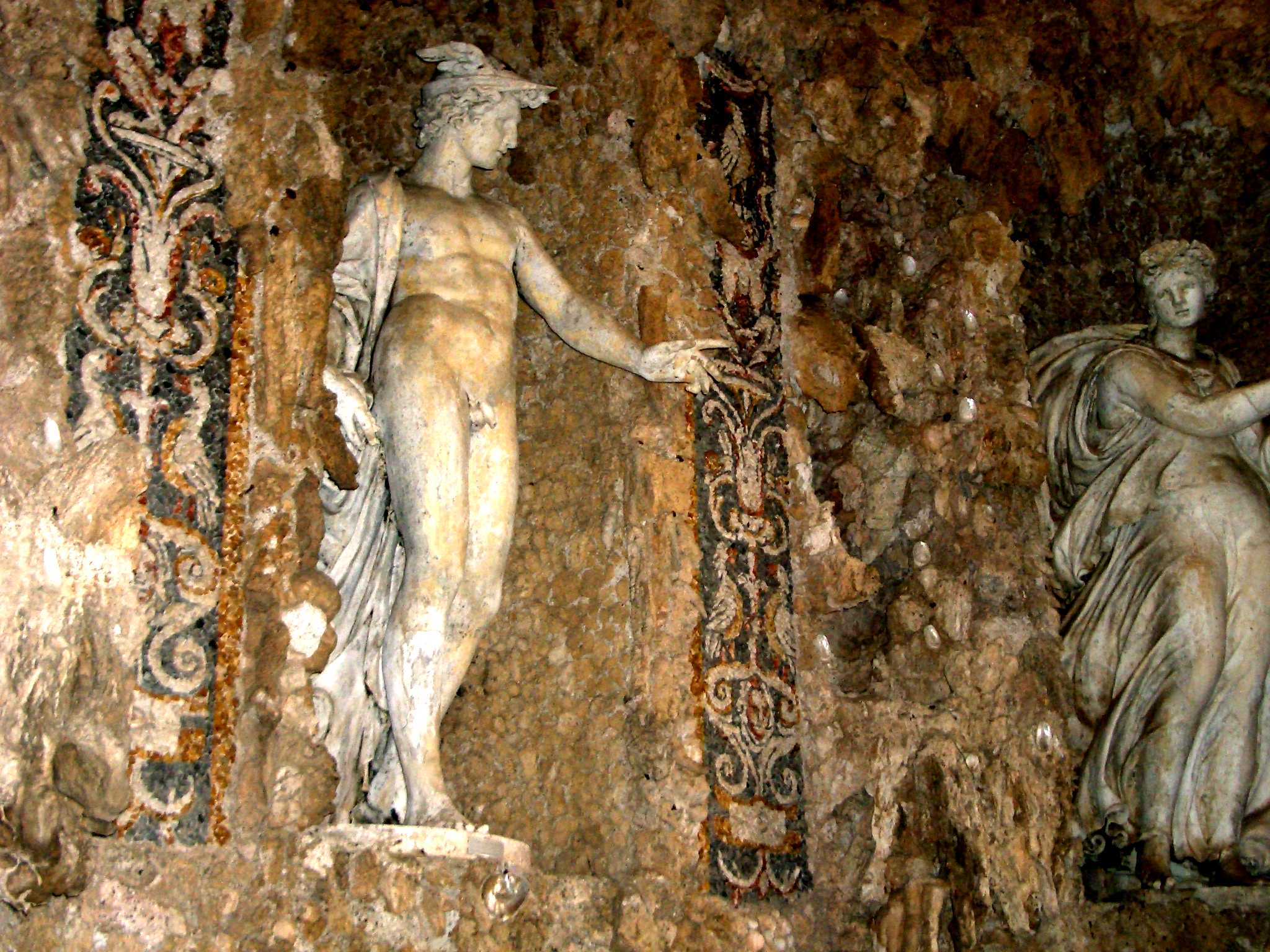
Particolare dell'Atrio dei Quattro Venti

La pianta dell'edificio è rigorosamente simmetrica e si dispiega attorno al cosiddetto Atrio dei Quattro Venti, un ambiente ottagonale a cielo aperto, con un bel pavimento a mosaico, sulle cui pareti rivestite di travertino trovano posto nicchie con statue di divinità romane e decorazioni musive a grottesche. La simmetria dell'edificio tuttavia è, per così dire, mascherata dalla varietà degli ambienti incontrati nei quali il visitatore sembra smarrirsi: grotte popolate di statue che favoleggiano un mondo fantastico, sale decorate con misteriosi intrecci di figure geometriche, floreali e antropomorfe, ambienti – come il Cortile delle Piogge- che sorprendono gli ospiti con i giochi d'acqua e gli scherzi che ingegnosi congegni meccanici (automatici o azionati a comando da fontanieri nascosti) riservano loro. I famosi scherzi che avevano impressionato Stendhal consistono soprattutto in una grande dovizia di zampilli d'acqua improvvisi, resi possibili dai congegni azionati dalla pressione idraulica ottenuta grazie ad una caduta di circa 20 metri dell'acqua raccolta in un grande serbatoio posto in alto nella cosiddetta Torre dell'Acqua che domina il ninfeo.
Dopo un lungo periodo di decadenza e dopo la dispersione di molte opere d'arte che lo popolavano, a partire dal 1990 il ninfeo è tornato ad accogliere e a stupire i visitatori grazie all'iniziativa del comune di Lainate e all'opera volontaria della "Associazione Amici di Villa Litta".
Si fa fatica a pensare che questo luogo di delizie sia sorto negli anni in cui, sul piano religioso, si stava consolidando il rigore etico e il disegno controriformistico concepiti da San Carlo Borromeo. Pirro I, in qualità di fiduciario della Fabbrica del Duomo, conosceva tutti i più rinomati artisti che operavano nel Ducato di Milano, esponenti di quel manierismo lombardo che tanta parte ebbe nell'attuazione del programma devozionale che San Carlo affidava all'arte sacra. Molti di essi furono chiamati a Villa Litta dove, impegnati su un ben diverso registro artistico, contribuirono a realizzare una delle più giocose opere profane del tardo rinascimento lombardo. Tra di essi va menzionato in particolare Camillo Procaccini che inventò per i soffitti delle sale una decorazione composta da misteriose grottesche antropomorfe, realizzate con ciottoli bianchi e neri incastrati dapprima sul disegno preparatorio e dipinti poi con colori a tempera, dal turchese a diverse tonalità d'ocra.
Significativo è il fatto che tali decorazioni (realizzate tra il 1587 e il 1589) siano state subito lodate da Giovanni Paolo Lomazzo nel componimento poetico dialettale Rabisch (arabeschi) che venne stampato in quegli anni con dedica rivolta proprio a Pirro I. Rabisch costituisce una sorta di manifesto culturale nel quale si riconosceva la cosiddetta Accademia dei Facchini della Val di Blenio, consesso che riuniva nelle sue file artisti di varia natura, accomunati da uno spirito gaudente e da interessi per quel mondo magico ed esoterico che tanta parte ebbe nel Rinascimento. Sicuramente l'Accademia ebbe i favori di Pirro, la cui personalità, capace di concepire il progetto di Villa Litta, va compresa nel quadro di una "Milano profana" che, pur con fatica, era presente nell'età dei Borromeo.

### LaVegia tuntona

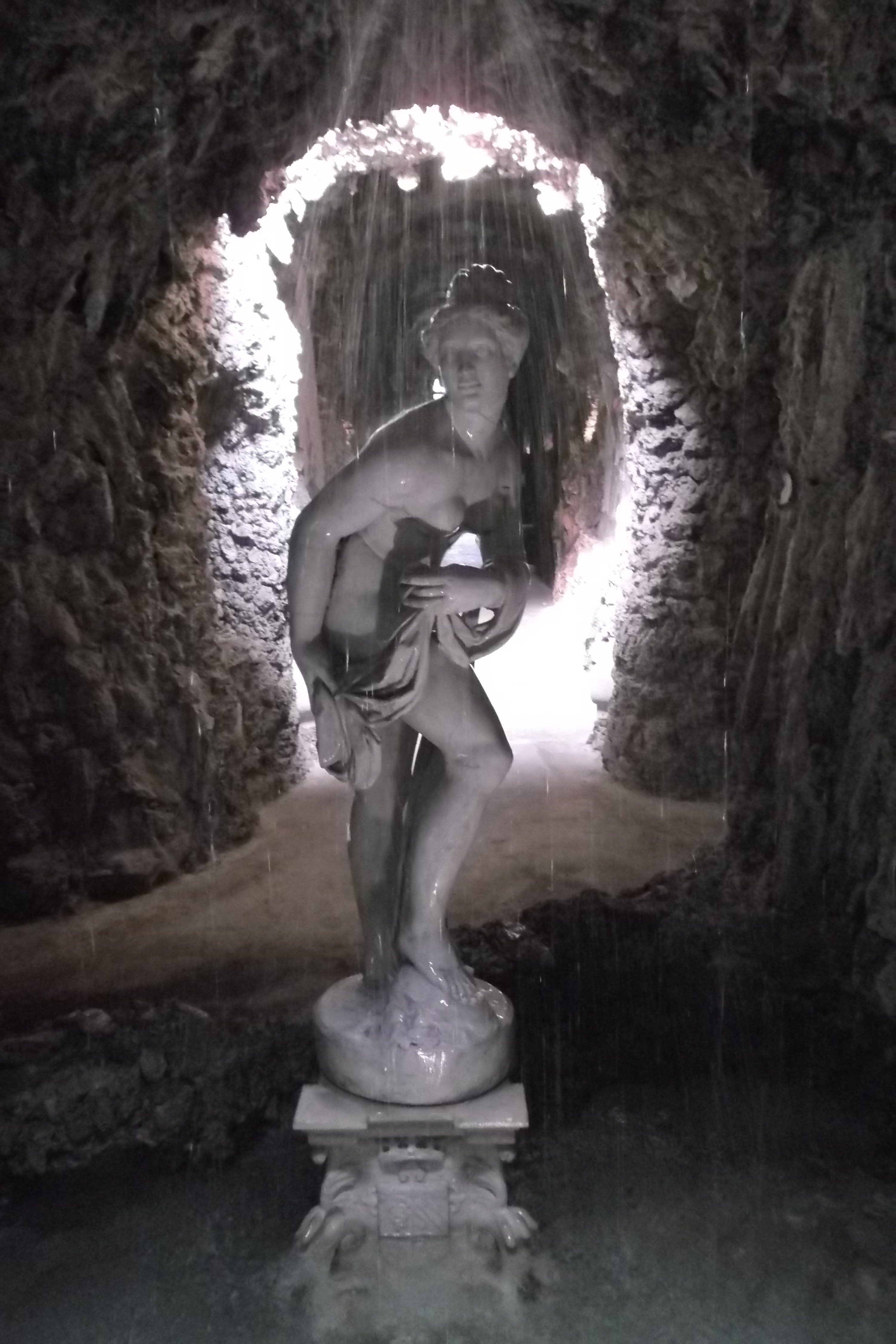
La Vegia tuntona

Al centro dell'emiciclo del ninfeo di Villa Litta si trova una statua raffigurante Venere al bagno che costituisce una delle sculture più note e pregevoli dell'intera collezione. Attualmente presente in loco in copia, l'originale (conservato nel museo della villa) venne realizzato attorno al 1589 da Giulio Cesare Procaccini su disegno dello scultore Francesco Brambilla il Giovane.. La statua, ispirata alla "Venus Urania" del Giambologna del 1575. 
Questa scultura di Venere è divenuta però particolarmente popolare nella cultura locale grazie all'appellativo di Vegia tuntona ("Vecchia tentatrice") affibbiatole dai lainatesi nei secoli. Secondo la tradizione, infatti, gli abitanti che non potevano accedere al parco della villa, erano soliti arrampicarsi appositamente sul muro esterno del Ninfeo per guardare all'interno dell'unica finestra aperta sulla città, dalla quale si poteva scorgere in controluce la sagoma sinuosa della dea in posa lasciva mentre veniva bagnata dagli spruzzi d'acqua, apparendo come un'irresistibile tentatrice, immobile e irraggiungibile.

## Opere d'arte

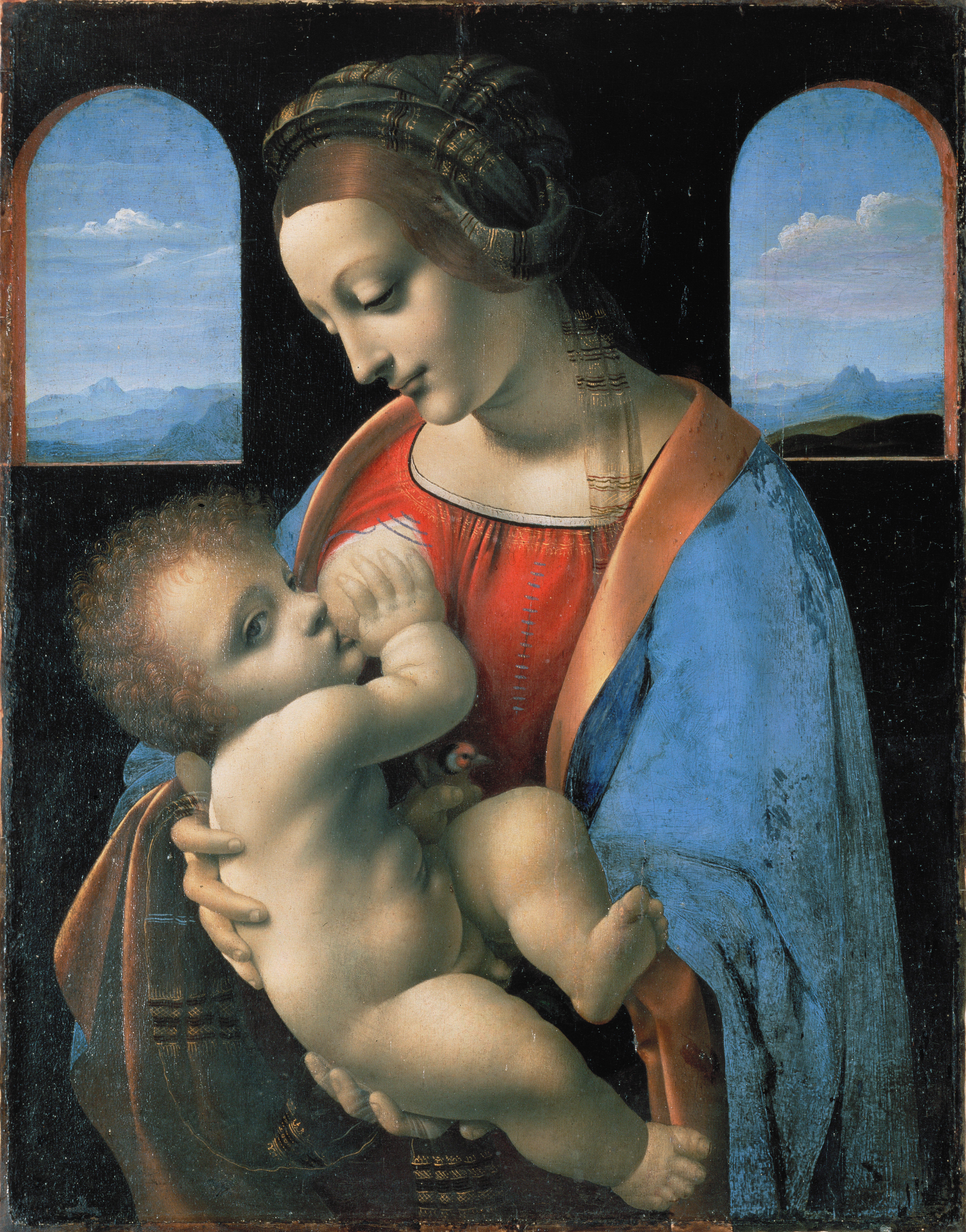
La Madonna Litta, oggi all'Ermitage di San Pietroburgo, in Russia, era una delle opere più celebri conservate nella collezione dei duchi Litta

Durante la lunga storia di possesso del complesso della villa da parte della famiglia Litta, qui vennero stoccate le opere più importanti di proprietà della famiglia dei duchi.
Nel complesso del palazzo si trovavano due sculture gemelle raffiguranti Venere e Bacco ed attribuite a Francesco Brambilla il Giovane che oggi si trovano alla National Gallery of Art di Washington. Presso l'Ermitage di San Pietroburgo si trovano ancora oggi quattro opere della collezione dei duchi Litta: la Madonna Litta attribuita a Leonardo da Vinci, Apollo e Marsia del Bronzino, Venere e Amore di Lavinia Fontana e una Madonna del Sassoferrato.
Tra le opere di fattura più recente, si ricorda a Milano, presso la Galleria d'Arte Moderna, la statua di una Venere Pudica commissionata nel 1826 dal duca Litta allo scultore Pompeo Marchesi.
In Francia, presso il museo del Louvre a Parigi, si trova la colossale statua in marmo dell'Adone, realizzata da Marco Antonio Prestinari per Pirro I Visconti Borromeo.
Il museo Poldi Pezzoli di Milano conserva il dipinto "Sposalizio mistico di Santa Caterina" di Bernardino Luini, proveniente dalla quadreria del duca Litta ed acquistato da Gian Giacomo Poldi Pezzoli.
Una coppia di statue raffiguranti Eolo si trovano presso Powerscourt Garden a Dublino, in Irlanda.